# Thief (Computerspiel, 2014)
Thief ist ein Actionspiel mit Schleicheinlagen, entwickelt vom kanadischen Entwicklerstudio Eidos Montreal und im Vertrieb von Square Enix. Es ist das vierte Spiel und zugleich ein Reboot der gleichnamigen Thief-Reihe des ehemaligen Entwicklers Looking Glass Studios. Es wurde am 25. Februar 2014 in Nordamerika und am 28. Februar 2014 in Europa für die Plattformen Microsoft Windows, PlayStation 3, PlayStation 4, Xbox 360 und Xbox One veröffentlicht.

## Handlung

### Hintergrund
Thief spielt in einer düsteren Fantasywelt, die von gotischen, viktorianischen und Steampunk-Stileinflüssen geprägt ist. Der Schauplatz wird einfach nur „Die Stadt“ genannt und wird regiert vom brutalen Baron Northcrest. Die Stadt steht am Rande des Chaos. Während die einfache Stadtbevölkerung unter einer schlimmen Seuche leidet, können die Reichen ihren guten Lebensstandard weiter pflegen. Hinzu kommen weitreichende Pläne des Barons, mit denen er den Fortschritt auf Kosten der Bevölkerung vorantreiben will. Doch unter ihrem Anführer Orion regt sich der Widerstand in der Bevölkerung. Unter diesen Vorzeichen kehrt die Spielerfigur Garrett – ein Meisterdieb, der bei einem Raubzug sowohl seinen Schützling Erin als auch sein Gedächtnis verlor – nach längerer Abwesenheit in die Stadt zurück. Garrett hegt eigentlich nur die Absicht, die Situation zu seinem Vorteil auszunutzen, wird jedoch widerwillig zum Hoffnungsträger der Stadtbewohner.

### Charaktere
| Rolle                | Englischer Synchronsprecher | Deutscher Synchronsprecher | Beschreibung                                        |
| -------------------- | --------------------------- | -------------------------- | --------------------------------------------------- |
| Garrett              | Romano Orzari               | Sascha Rotermund           | Spielercharakter                                    |
| Basso                | Harry Standjofski           | Eberhard Haar              | Freund Garretts, Hehler und ehemaliger Safe-Knacker |
| Königin der Bettler  | Renee Madeline Le Guerrier  | Isabella Grothe            | Untergrund-Herrscherin der Stadt                    |
| Baron Northcrest     | Michael Copeman             | Rüdiger Schulzki           | Hauptantagonist                                     |
| Orion                | Daniel Kash                 | Wolf Frass                 | Anführer der Aufständischen                         |
| Erin                 | Vanessa Matsui              | Maja Maneiro               | ehemaliger Schützling Garretts                      |
| Diebesfänger-General | Matthew Edison              | Christian Rudolf           | Offizier im Dienste des Barons                      |

## Spielprinzip
Der Spieler steuert den Meisterdieb Garrett, dessen Ziel es ist, die Reichen zu bestehlen. Ähnlich wie in den vorherigen Spielen muss Garrett dafür überwiegend heimlich vorgehen, um die Herausforderungen zu meistern, da ein gewaltsames Vorgehen weniger effizient ist. Der Spieler hat dabei einen Entscheidungsspielraum, welchen der unterschiedlichen Lösungswege, die in jedem Level vorhanden sind, er nutzt. Der Spieler kann bspw. die Umgebung zu seinem Vorteil nutzen oder durch Taschendiebstahl an wichtige Gegenstände gelangen. Die Umgebung und die zu stehlenden Objekte werden von Wachen und anderen Nicht-Spieler-Charakteren bewacht, die Garrett bei Entdeckung seiner Anwesenheit jagen und zu töten versuchen. Die Künstliche Intelligenz nutzt für die verschiedenen Figuren unterschiedliche Vorgehensweisen, um Garrett aufzuspüren, und ist sich der Levelarchitektur bewusst, kennt daher auch die potentiellen Versteckmöglichkeiten.
Der Spieler kann einen sogenannten Fokusmodus aktivieren, der ihm verschiedene Möglichkeiten bietet. Er verbessert Garretts Sehfähigkeiten, hebt beispielsweise Rohre hervor, an denen er hochklettern kann, oder Kerzen, die gelöscht werden können, um die Umgebung abzudunkeln. Der Fokus kann außerdem das Zeitgeschehen verlangsamen, um Garrett den Taschendiebstahl zu erleichtern, Gegner zu Fall zu bringen oder andere Attacken zur Schwächung des Gegners auszuführen. Im Verlauf des Spiels kann er verbessert und die Möglichkeiten erweitert werden.
Garrett trägt einen Knüppel mit sich, mit dem er Wachen bewusstlos schlagen kann. Hinzu kommt ein zusammenklappbarer Bogen, der zur Unterstützung bei heimlicher Vorgehensweise genutzt werden kann, etwa um Wachen abzulenken oder mit Hilfe spezieller Munition wie Wasserpfeilen das Vorankommen zu erleichtern. Weiterhin besitzt Garrett einen Kletterhaken, mit dem er in höhergelegene Levelbereiche gelangen kann. Am Ende jeder Mission kann der Spieler das während des Spielverlaufs erbeutete Geld in den Kauf von neuer Ausrüstung und Gebrauchsgegenständen investieren.

## Entwicklung

### Ankündigung und Entwicklungsverlauf
Thief wurde nach längeren Gerüchten im Vorfeld erstmals im Mai 2009 unter dem Arbeitstitel Thief 4 angekündigt. Das Spiel entstand bei Eidos Montreal, einem 2007 von Eidos Interactive gegründeten Studio, das die zuletzt von Ion Storm entwickelten Marken Deus Ex und Thief weiterführen sollte. Neben den bereits laufenden Arbeiten an Deus Ex: Human Revolution sollte ein weiteres Team an der Entwicklung von Thief 4 arbeiten. Zum Zeitpunkt der Ankündigung gab es jedoch noch keine nennenswerten Pläne für das Spiel und sollte hauptsächlich dazu dienen, neue Mitarbeiter für das junge Entwicklerstudio zu gewinnen. Die Vorarbeiten wurden erst mit einigem zeitlichen Abstand aufgenommen. Auf der Unternehmensseite wurde Studiomanager Stéphane D'Astous zu diesem Zeitpunkt mit einer Aussage zitiert, dass Thief 4 noch in einer frühen Entwicklungsphase sei:

“We're in the early development stages for Thief 4, but this is an incredibly ambitious project and a very exciting one. It's too early for us to offer any specific game details. Right now, we are focused on recruiting the very best talent to join the core team at the studio and help us make what we believe will be one of the most exciting games on the market.”

„Wir sind in der frühen Entwicklungsphase für Thief 4, aber es ist ein ungeheuer ambitioniertes und aufregendes Projekt. Es ist noch zu früh, um genaue Spieldetails zu nennen. Im Moment konzentrieren wir uns darauf, die besten Talente als Verstärkung für unser Kernteam zu engagieren, damit sie uns dabei helfen, das zu erschaffen, was wir als eines der aufregendsten Spiele auf dem Markt betrachten.“

Das Entwicklerteam wurde ursprünglich klein gehalten und das Spiel blieb lange Zeit in der Konzeptphase. In dieser Zeit wurden mehrfach experimentelle Designänderungen im Vergleich zu den Vorgängern gemacht, wie die Umstellung auf eine Third-Person-Perspektive, die Einführung eines neuen Protagonisten oder ein Klettersystem ähnlich dem der Ubisoft-Spielereihe Assassin’s Creed. Nach Gerüchten, dass mehrere leitende Entwickler des Teams Eidos Montreal verlassen hätten, äußerte D'Astous im Sommer 2012: “We will be able to be a little more communicative later on, hopefully before the year's end. Right now, Thief is our priority and we're putting everything behind it to make sure it's as successful as our first game.” (deutsch: „Wir können in Kürze mehr dazu sagen, hoffentlich noch vor Jahresende. Zum jetzigen Zeitpunkt ist Thief unsere Hauptpriorität und wir bündeln dafür alle Kräfte, um sicherzustellen, dass es genauso erfolgreich wird wie unser erstes Spiel“)
Obwohl das Spiel ursprünglich für die siebte Konsolengeneration erwartet wurde, wurden im Entwicklungsverlauf auch Versionen für die Nachfolgermodelle PlayStation 4 und Xbox One in die Planungen mit aufgenommen. Die offizielle Bestätigung erfolgt mit der Enthüllung des finalen Spielkonzepts in einem exklusiven Titelbericht für die Märzausgabe 2013 des US-Spielemagazins Game Informer. Damit wurde auch bekannt, dass es sich nicht um eine Fortsetzung, sondern um einen Reboot der Thief-Reihe handeln werde. Basierend auf den ursprünglichen Pressebildern zog Spieleredakteur Phil Savage von der PC Gamer einen Vergleich zu Bethesda Softworks’ Schleichspiel Dishonored: Die Maske des Zorns: “It all looks a bit Dishonored, which is apt, given that Dishonored looked a bit Thief” (deutsch: „Es sieht alles ein wenig wie Dishonored aus, was nahe liegt, wenn man bedenkt, dass Dishonored ein bisschen wie Dark Project aussah“)
Ursprünglich sollte das Spiel zur Verdeutlichung der Charakterentwicklung ein Erfahrungspunkte-System nutzen, wurde aufgrund negativen Kundenfeedbacks jedoch wieder aus dem Spiel entfernt bzw. teilweise durch den Handel mit Gegenständen ersetzt. Eine Begründung dafür lautete, dass diese Lösung besser die Tatsache reflektiere, dass Garrett ein bereits erfahrener Dieb sei. Anhaltende Gerüchte über einen kompetitiven Mehrspieler-Modus wurden später von Entwicklerseite widersprochen, dafür eine nicht näher genannte Online-Unterstützung angekündigt.
Am 4. Februar 2014 wurde der Abschluss der Entwicklungsarbeiten bekannt gegeben und ein sechsminütiger Trailer mit Einführung in die Handlung und das Spielprinzip veröffentlicht.

### Technik
Thief basiert auf der 3. Generation der Unreal-Engine. Die Auflösung auf der Xbox One beträgt 900p bei einer Bildfrequenz von 30 Bildern pro Sekunde (fps), auf der PlayStation 4 1080p bei ebenfalls 30 fps.

### Synchronisation
Eidos kündigte an, dass der langjährige Synchronsprecher von Garrett, Stephen Russell, durch Schauspieler Romano Orzari (u. a. Assassin’s Creed II) ersetzt wurde. Nach Beschwerden aus Kundenkreisen legte Eidos Montreal in einem Interview die Gründe für seine Entscheidung dar:

“We made the decision to record our actor's voices and their movement at the same time using a full performance capture technique. The actor playing Garrett needed to be able to perform his own stunts. Garrett's a really athletic guy. We could have pasted Stephen's voice on top of the actions and stunts of someone else, but this wouldn't appear natural.”

„Wir trafen die Entscheidung, die Stimmen unserer Schauspieler und ihre Bewegung mit Hilfe einer Full-Performance-Capture-Technik gleichzeitig aufzunehmen. Der Schauspieler von Garrett musste also in der Lage sein, seine eigenen Stunts durchzuführen. Garrett ist ein sehr athletischer Typ. Wir hätten Stephens Stimme über die Bewegungsabläufe und Stunts eines anderen legen können, aber es hätte nicht natürlich geklungen.“

Für den deutschsprachigen Markt wurde das Spiel vollständig synchronisiert. Die Synchronarbeiten dauerten rund sechs Wochen, dabei wurden rund 120.000 Dialogzeilen vertont.

## Rezeption
„"Thief" hat sich in seinen vielen Ambitionen verheddert. Die Entwickler wollten es allen recht machen, und am Ende ist keiner so richtig glücklich. Dann weiß man nur eines gewiss: Der Schatten des Konkurrenzspiels "Dishonored" ist selbst für einen Meisterdieb wie Garrett zu groß.“